# JEF (Belgische filmvereniging)

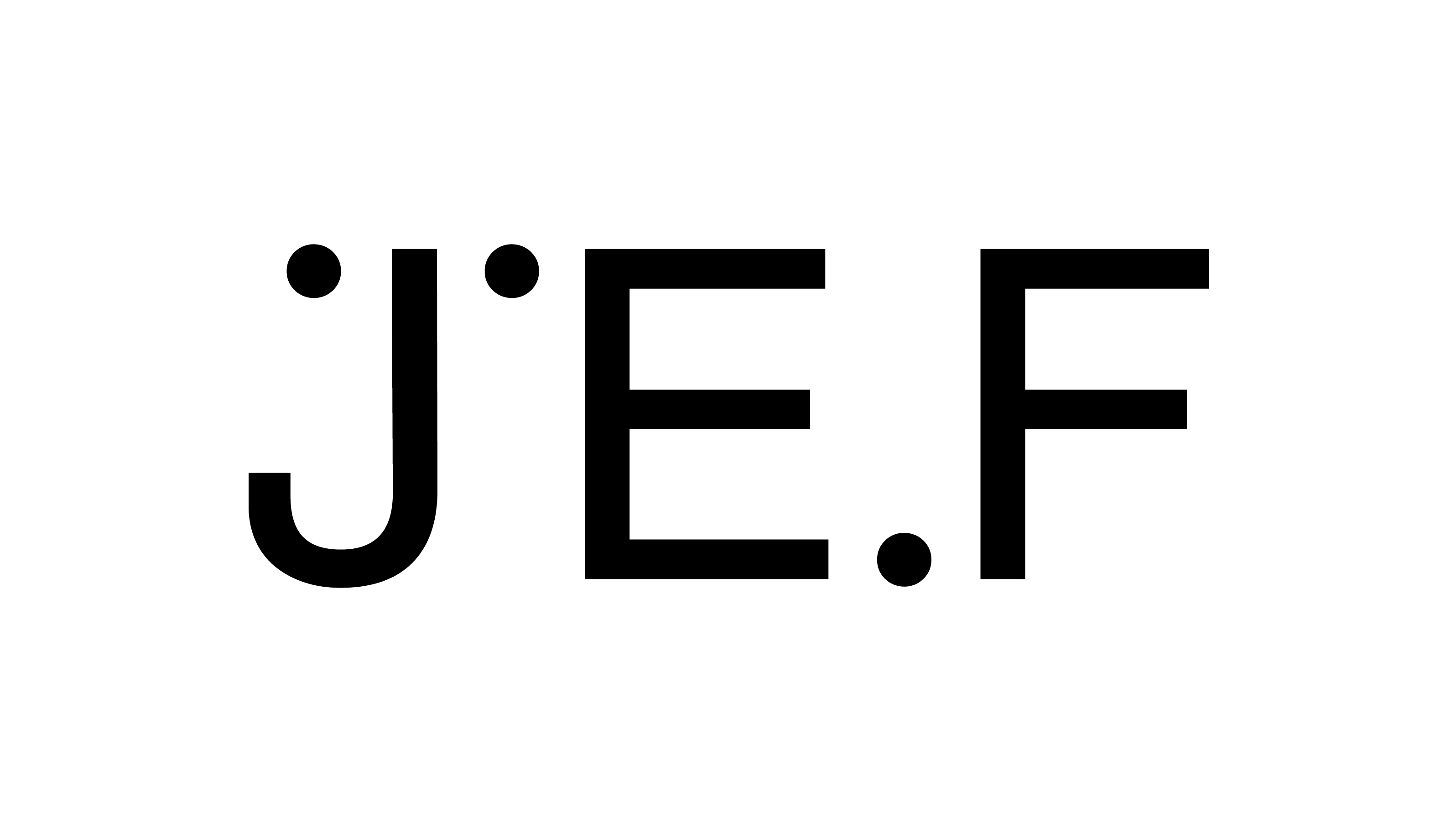

JEF is een vereniging zonder winstoogmerk (vzw) die jeugdfilms distribueert, bijbehorend lesmateriaal ontwikkelt, omkaderende workshops en evenementen omtrent jeugdfilms organiseert en dienst doet als centraal aanspreekpunt voor iedereen die te maken heeft met jeugd, film en nieuwe media. JEF bestaat sinds 2017 en is het resultaat van een fusie tussen vier verschillende vzw’s die voorheen al actief waren op het gebied van kinder- en jongerenfilms. Door de handen in elkaar te slaan, met de aanmoediging van het VAF, vervullen ze nu een voortrekkersrol betreffende jeugdfilm in Vlaanderen. 
Elk jaar tijdens de krokusvakantie organiseert de vereniging in meerdere Vlaamse steden het JEF Festival. Bezoekers kunnen er terecht om de nieuwste jeugdfilms, documentaires en kortfilms te ontdekken. Naast film zet het festival met het XL-Medialab, een digitale speeltuin waar kinderen en jongeren zich kunnen verdiepen in interactieve en immersieve installaties, ook in op digitale media, games en virtual reality. Zowel de internationale, kinder-, publieks- als ziekenhuisjury reiken er verscheidene prijzen uit om de beste films en installaties in de schijnwerpers te zetten.  

## Geschiedenis
JEF werd opgericht in januari 2017 en werd publiekelijk voorgesteld tijdens het lanceringsweekend op 28 en 29 oktober van datzelfde jaar. De vereniging is een fusieorganisatie ontstaan uit het samensmelten van vier verschillende vzw's die voordien reeds actief betrokken waren bij kinder- en jongerenfilms:
- Jekino Educatie: aanbieder van filmprogrammering, promotie en pedagogische omlijsting.

- Jekino Distributie: distributeur van kinder- en jongerenfilms.

- Het Europees Jeugdfilmfestival Vlaanderen: gestart in Antwerpen en sinds 2016 actief in meerdere steden met een scholenaanbod, masterclasses, workshops en medialabs.

- Lessen in het donker: ontwikkelaar van filmprogramma’s met brede filmeducatieve omkadering. De organisatie hanteerde een focus op de ontwikkeling van een filmeducatieve methodiek en actieve samenwerking met Vlaamse filmmakers.

## Doelstellingen
Door een divers aanbod aan jeugdfilms samen te stellen, poogt JEF om de blik van kinderen en jongeren te verruimen zodat ze de kans krijgen om zelf te bepalen in welke wereld ze willen leven. Dankzij haar actieve rol in netwerkorganisaties, vormt de vereniging het centrale aanspreekpunt rond jeugdfilm voor beleidsmakers en de (inter)nationale filmsector. Concreet houdt JEF er 5 doelen op na: 
- JEF is een gids die kwaliteitsvolle jeugdfilms beschikbaar maakt voor vertoners, leerkrachten en een zo breed en divers mogelijke groep kinderen en jongeren.

- JEF maakt kinderen en jongeren filmwijs door educatieve activiteiten en vorming te voorzien en wetenschappelijk onderzoek naar filmwijsheid uit te voeren.

- JEF presenteert jeugdfilm als beleving en gaat niet alleen zelf evenementen organiseren, maar ook vertoners ondersteunen bij het aanbieden van omkadering.

- JEF is voor en door kinderen en jongeren en betrekt hen actief bij de vormgeving van de organisatie. Door peer-to-peer leren centraal te zetten, kunnen er groeikansen gecreëerd worden.

- JEF zet duurzaamheid centraal door een duurzaam financieel beleid te voeren en duurzame relaties op te bouwen en onderhouden.

## Methodiek

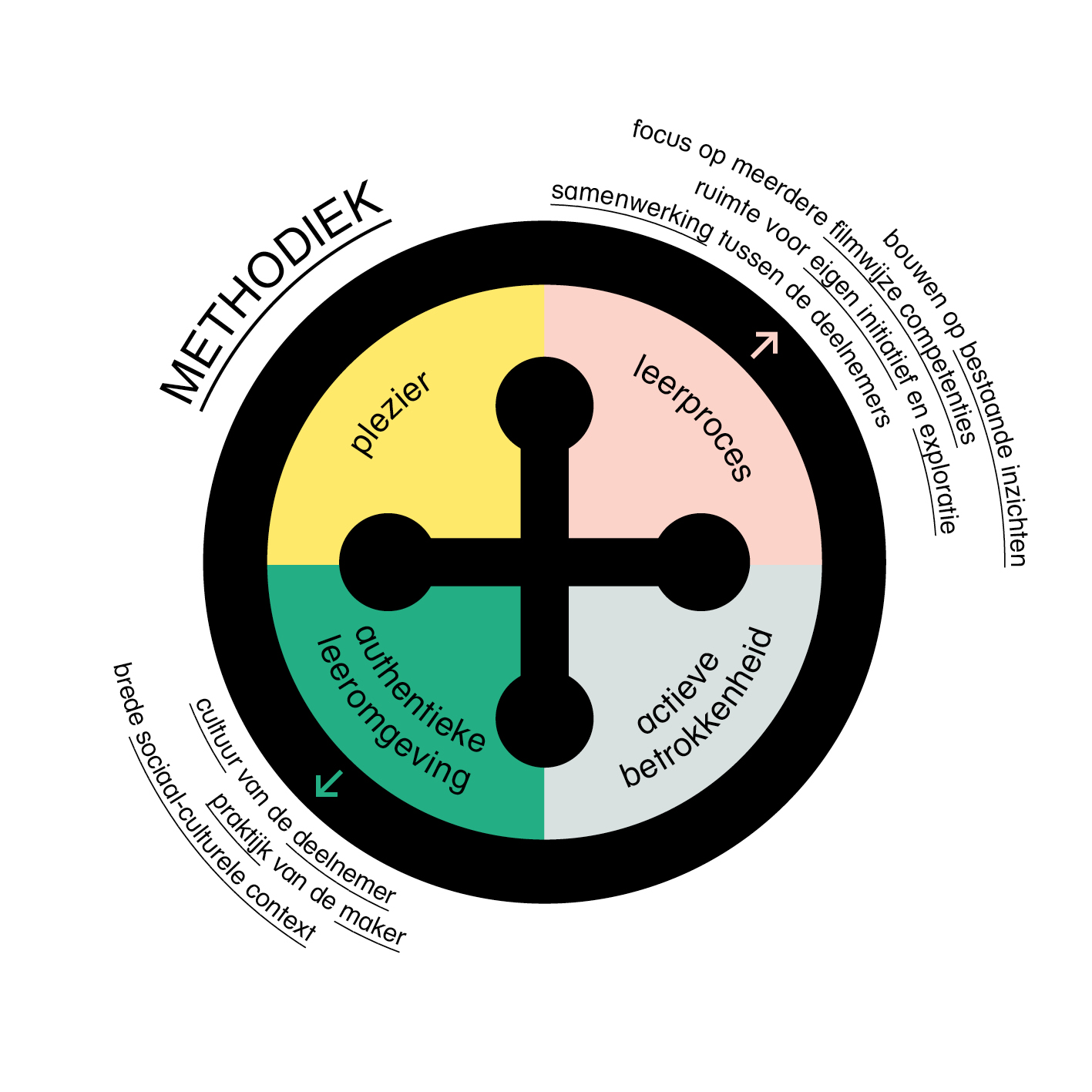
Schematische voorstelling van de JEF methodiek

Vanuit onderzoek naar leerprocessen bij kinderen, ontwikkelde JEF een eigen methodiek om filmwijsheid bij kinderen, jongeren en begeleiders te stimuleren. Om tot een centrale conceptualisering van film te komen, wordt er ingezoomd op het verhaal, de filmische beeldtaal, het filmproces en de audiovisuele technieken die daarachter zitten. Door de focus te leggen op een actieve betrokkenheid, een authentieke leeromgeving, het volledige leerproces en bovenal plezier, worden kinderen aangezet om de kritische, creatieve en culturele vaardigheden te ontwikkelen waarmee ze tot actieve burgers kunnen uitgroeien. Deze methodiek wordt doorheen het hele aanbod van JEF lesmateriaal, workshops en digitale installaties geïmplementeerd.

## Prijzen
Jaarlijks worden er op het JEF Festival verscheidene prijzen uitgedeeld. De internationale jury reikt zowel de Prijs voor Beste langspeelfilm, Prijs voor Beste kortfilm als Prijs voor Beste documentaire uit. De kinderjury deelt dezelfde prijzen uit, maar beslist ook over de Prijs voor Beste Medialab-installatie. Ook het publiek heeft een stem en mag hun favoriete langspeelfilm als Publieksprijswinnaar bekronen. Tot slot mogen kinderen uit de ziekenhuisjury jaarlijks de Prijs voor Beste kortfilm uitdelen. 

### Prijs voor Beste langspeelfilm (internationale jury)
| Jaar | Winnaar                           | Regisseur          | Land                          | Jury                                                                        |
| ---- | --------------------------------- | ------------------ | ----------------------------- | --------------------------------------------------------------------------- |
| 2018 | Fanny's journey                   | Lola Doillon       | Frankrijk / België            | Anke Brouwers, Pien Houthoff, Pip Eldridge, Sandra Aminda Indahl            |
| 2019 | Binti                             | Frederike Migom    | België                        | Dorothée van den Berghe, Floor Van Spaendonck, Aneta Ozorek, Lisa Colpaert  |
| 2020 | Marona                            | Anca Damian        | Frankrijk / België / Roemenië | Frederike Migom, Signe Zeilich-Jensen, Rok Govednik, Bert Lesaffer          |
| 2021 | When Hitler stole pink rabbit     | Caroline Link      | Duitsland / Zwitserland       | Charlotte Giese, Marga Almirall Rotés, Sérgio Marques, Maryam K. Hedayat    |
| 2022 | Cuties                            | Maïmouna Doucouré  | Frankrijk                     | Sahim Omar Kalifa, Faridah Nabaggala, Pantelis Panteloglou, Angelo Tijssens |
|      | Speciale vermelding: Captain Nova | Maurice Trouwborst | Nederland                     |                                                                             |
| 2023 | Comedy queen                      | Sanna Lenken       | Zweden                        | Anthony Nti, Elsa Lovat, Kato De Boeck, Lara Melegari, Ilse Schooneknaep    |

### Prijs voor Beste langspeelfilm (kinderjury)
| Jaar | Winnaar                      | Regisseur        | Land                                     |
| ---- | ---------------------------- | ---------------- | ---------------------------------------- |
| 2018 | Fanny's journey              | Lola Doillon     | Frankrijk / België                       |
| 2019 | Vechtmeisje                  | Johan Timmers    | Nederland                                |
| 2020 | De club van lelijke kinderen | Jonathan Elbers  | Nederland                                |
| 2021 | Triple trouble               | Marta Karwowska  | Polen                                    |
| 2022 | Nelly Rapp: monsteragent     | Amanda Adolfsson | Zweden                                   |
| 2023 | Hoe ik leerde vliegen        | Radivoje Andric  | Servië / Kroatië / Bulgarije / Slowakije |